# GEMIN8
GEMIN8 (англ. Gem nuclear organelle associated protein 8) – білок, який кодується однойменним геном, розташованим у людей на X-хромосомі. Довжина поліпептидного ланцюга білка становить 242 амінокислот, а молекулярна маса — 28 637.
| 10         |  | 20         |  | 30         |  | 40         |  | 50         |
| ---------- |  | ---------- |  | ---------- |  | ---------- |  | ---------- |
| MAAVKASTSK |  | ATRPWYSHPV |  | YARYWQHYHQ |  | AMAWMQSHHN |  | AYRKAVESCF |
| NLPWYLPSAL |  | LPQSSYDNEA |  | AYPQSFYDHH |  | VAWQDYPCSS |  | SHFRRSGQHP |
| RYSSRIQAST |  | KEDQALSKEE |  | EMETESDAEV |  | ECDLSNMEIT |  | EELRQYFAET |
| ERHREERRRQ |  | QQLDAERLDS |  | YVNADHDLYC |  | NTRRSVEAPT |  | ERPGERRQAE |
| MKRLYGDSAA |  | KIQAMEAAVQ |  | LSFDKHCDRK |  | QPKYWPVIPL |  | KF         |

A: Аланін

C: Цистеїн

D: Аспарагінова кислота

E: Глутамінова кислота

F: Фенілаланін

G: Гліцин

H: Гістидин

I: Ізолейцин

K: Лізин

L: Лейцин

M: Метіонін

N: Аспарагін

P: Пролін

Q: Глутамін

R: Аргінін

S: Серин

T: Треонін

V: Валін

W: Триптофан

Кодований геном білок за функцією належить до фосфопротеїнів. 
Задіяний у таких біологічних процесах, як процесинг мРНК, сплайсинг мРНК. 
Локалізований у цитоплазмі, ядрі.